# 比利·特威爾翠斯
比利·特威爾翠斯（英語：Billy Twelvetrees；1988年11月15日—）是一位英格蘭橄欖球運動員。他是英格蘭國家橄欖球隊的一員，曾代表英格蘭參加眾多國際橄欖球比賽。